# Dmitri Sokolov
Dmitri Nikolajevitsj Sokolov (Russisch: Дмитрий Николаевич Соколов) (Stavropol, 21 januari 1985) is een professionele basketbalspeler die speelt voor het nationale team van Rusland. Hij kreeg de onderscheiding Meester in de sport van Rusland, Internationale Klasse.

## Carrière
Sokolov begon zijn carrière bij Lokomotiv Rostov in 2002. In 2006 verhuisde hij naar UNICS Kazan. Met UNICS werd hij Bekerwinnaar van Rusland in 2009. In 2009 stapte hij over naar CSKA Moskou. Met die club won hij het Landskampioenschap van Rusland in 2010, 2011, 2012 en 2013. Ook werd hij Bekerwinnaar van Rusland in 2010. Ook won hij drie keer de VTB United League in 2010, 2012 en 2013. In 2013 keerde hij terug naar UNICS Kazan. In 2015 verhuisde hij naar Krasnyj Oktjabr Wolgograd, maar stapte halverwege over naar Chimki Oblast Moskou. In 2019 stopte hij met basketballen.
Sokolov speelde met Rusland op het Europees kampioenschap 2009 en 2013.

## Erelijst
- Landskampioen Rusland: 4
  - Winnaar: 2010, 2011, 2012, 2013
- Bekerwinnaar Rusland: 2
  - Winnaar: 2009, 2010
- VTB United League: 3
  - Winnaar: 2010, 2012, 2013
- EuroLeague:
  - Runner-up: 2012